# Nancy F. Cott
Pour les articles homonymes, voir Cott (homonymie).
 (avril 2025).
Nancy Falik Cott, née le 8 novembre 1945 à Philadelphie, est une historienne et professeure américaine spécialisée dans l’histoire du genre aux États-Unis aux XIXe et XXe siècles. Elle a enseigné dans les universités de Yale et de Harvard et a témoigné sur le mariage homosexuel dans plusieurs États américains.

## Biographie

### Jeunesse et formation
Nancy Cott grandit dans une famille d'origine juive austro-hongroise. Son père est un fabricant de textile.[réf. nécessaire]
Elle fréquente les écoles publiques du comté de Cheltenham, en Pennsylvanie. Après avoir obtenu son baccalauréat en 1967, elle étudie à l'université Cornell, puis poursuit ses études à l’université Brandeis où elle obtient une maîtrise en civilisation américaine en 1969. Elle épouse Leland D. Cott en 1969 avec qui elle a deux enfants, nés en 1974 et 1979. Elle obtient son doctorat en civilisation américaine à l’université Brandeis en 1974.

### Carrière
Nancy Cott commence sa carrière comme chargée de cours à la bibliothèque publique de Boston. En 1975, elle est nommée enseignante en histoire et études américaines à l'université Yale. Elle est professeure adjointe de 1975 à 1979, professeure agrégée de 1979 à 1986, et professeure de 1986 à 1990. Elle obtient des bourses de recherche de la fondation Rockefeller, de la fondation John-Simon-Guggenheim et du National Endowment for the Humanities. Nancy F. Cott est l'une des fondatrices du programme d'études féminines à Yale. Elle préside également le programme d'études américaines au milieu des années 1990, avant de diriger la division des sciences humaines. En 1990, elle est nommée titulaire de la chaire Stanley Woodward d'histoire et d'études américaines.
Elle est nommée professeure Sterling d'histoire et d'études américaines en 2001 à l'université Yale. À l'invitation de Drew Gilpin Faust du Radcliffe Institute for Advanced Study, elle accepte un poste de directrice de la Fondation Carl et Lily Pforzheimer de la bibliothèque Schlesinger en 2001. Elle collabore avec la bibliothèque, qu'elle utilise notamment pour ses recherches en vue de son premier livre, Root of Bitterness: Documents of the Social History of American Women (1972).
Elle est élue membre de l'Académie américaine des arts et des sciences en 2008. Elle quitte la bibliothèque Schlesinger en juin 2014 pour devenir professeure d'histoire américaine à l'université Harvard. Elle donne des cours de premier cycle sur l'histoire de la sexualité et du genre, et des cours de niveau universitaire sur l'histoire des États-Unis au XXe siècle. Cette même année, elle est également élue présidente de l'Organisation des historiens américains.

## Défense du mariage homosexuel
Cott participe à la rédaction des mémoires d'amicus curiae sur le mariage homosexuel dans plusieurs États en 1999. Ceux-ci incluent des contestations de la loi fédérale sur la défense du mariage.
Elle témoigne en tant qu'experte dans l'affaire Perry v. Schwarzenegger en Californie. Cott souligne que la tradition chrétienne du mariage monogame ne remonte qu'à l'époque du Christ et n'est fortement appliquée par la loi ecclésiastique catholique qu'en 1400 ou 1500. Les protestants, y compris les fondateurs des États-Unis, ont historiquement considéré le mariage comme une préoccupation civile, principalement en ce qui concerne la pension alimentaire pour enfants. Les taux de divorces augmentent. Les opinions sur le mariage continuent de diverger, notamment sur  le rôle du mariage et la légalisation des unions interraciales.
À la suite de ses recherches et études historiques, Cott plaide en faveur du mariage homosexuel. Selon elle, « si la symétrie et l'égalité des sexes et la propre définition des rôles conjugaux par les couples sont caractéristiques du mariage, alors les couples de même sexe semblent parfaitement capables de remplir ces rôles ».
Dans son témoignage en janvier 2010 lors de la contestation de la proposition californienne 8 devenue loi en 2008, qui interdit le mariage homosexuel, on lui demande de commenter l'affirmation de la défense : « le but de l'institution du mariage, le but central, est de promouvoir la procréation et canaliser l'activité sexuelle naturellement procréatrice entre hommes et femmes dans des unions stables et durables. » Elle répond : « Cela m'a plutôt rappelé l'histoire des sept aveugles et de l'éléphant, en ce sens que chacun d'eux sent la partie de l'animal qui se trouve de son côté ; et celui qui sent la trompe dit : oh, cet animal est comme un serpent. »

## Publications
- (en) M. R Beard et Nancy F. Cott, A woman making history : Mary Ritter Beard through her letters, Yale University Press, 1991 (ISBN 978-0-300-04825-4)
- (en) M. Canaday, Nancy F. Cott et R. O. Self, Intimate states : gender, sexuality, and governance in modern US history, 2021 (ISBN 978-0-226-79461-7)
- (en) Nancy F. Cott, The bonds of womanhood : “Woman’s sphere” in New England, 1780-1835, 1977 (ISBN 978-0-300-02289-6)
- (en) Nancy F. Cott, The grounding of modern feminism, Yale University Press, 1987 (ISBN 978-0-300-04228-3)
- (en) Nancy F. Cott, Public vows : a history of marriage and the nation, 2000 (ISBN 978-0-674-00320-0)
- (en) Nancy F. Cott, Root of bitterness : documents of the social history of american women, Northeastern University Press, 1986, 1972-1986 (ISBN 978-0-930350-95-6)
- (en) Nancy F. Cott et B. J. Love (ed), Feminists who changed America, 1963-1975, University of Illinois Press, 2006 (ISBN 978-0-252-03189-2)
- (en) Nancy F. Cott et E.H. Pleck, A Heritage of her own : toward a new social history of American women, Simon and Schuster, 1979 (ISBN 978-0-671-25069-0)
- (en) Nancy F. Cott (ed), Root of bitterness : documents of the social history of American women, E. P. Dutton & Co., 1972 (ISBN 978-0-525-47328-2)
- (en) Nancy F. Cott (ed), No small courage : a history of women in the United States, Oxford University Press, 2000 (ISBN 978-0-19-517323-9)